# Образ меры под действием отображения
Образ меры — естественная конструкция дающая меру на области значений отображения по мере на области определения.
Если представлять себе меру как распределение массы, а отображение как перенос точкек из одного пространства в другое, то масса множества это суммарная масса попадающих в него точек.
Образ меры {\displaystyle \mu } отображения {\displaystyle f} обычно обозначается {\displaystyle f_{*}\mu },
но иногда используется обозначение {\displaystyle f_{\#}\mu }.

## Определение
Пусть задано измеримое отображение {\displaystyle f:(X,\Sigma _{1})\to (Y,\Sigma _{2})} измеримых пространств и мера {\displaystyle \mu } на {\displaystyle (X,\Sigma _{1})}, её образом под действием {\displaystyle f} называется мера {\displaystyle f_{*}\mu } на {\displaystyle (Y,\Sigma _{2})}, определённая как
{\displaystyle (f_{*}\mu )(A)=\mu (f^{-1}(A))\quad \forall A\subset Y,\,A\in \Sigma _{2}.}

## Свойства
Для функции {\displaystyle f\colon X\to Y} между метрическими пространствами, снабжённых борелевскими {\displaystyle \sigma }-алгебрами, меру можно рассматриваеть как функционал на непрерывных ограниченных функциях. В этом случае определение образа меры может быть переписано как
{\displaystyle \int \limits _{Y}\varphi \,d(f_{*}\mu )=\int \limits _{X}\varphi \circ f\,d\mu .}
для любой непрерывной функции {\displaystyle \varphi } с компактым носителем.